# Ormosia auricosta
Ormosia auricosta là một loài ruồi trong họ Limoniidae. Chúng phân bố ở miền Cổ bắc.